# Andrij Kwiatkowski
Andrij Wasylowycz Kwiatkowski (ukr. Андрій Васильович Квятковський; ur. 2 lutego 1990) – ukraiński zapaśnik walczący w stylu wolnym. Dwukrotny olimpijczyk. Zajął trzynaste miejsce w Londynie 2012 w wadze 66 kg i Rio de Janeiro 2016 w kategorii 65 kg.
Piąty na mistrzostwach świata w 2018 i na mistrzostwach Europy w 2018. Siedemnasty na igrzyskach europejskich w 2015. Czwarty w Pucharze Świata w 2014. Trzeci na ME juniorów w 2010 roku.